# Namika
Namika (нар. 7 вересня 1991; Франкфурт-на-Майні, Німеччина; справжнє ім'я — Hanan Hamdi; арабською — حنان حمدي), також відома під сценічним пвсевдонімом Hän Violett — німецька співачка та репер марокканського походження, чия музика орієнтується на німецьку хіп-хоп-сцену. З піснею Lieblingsmensch стала відомою у 2015 році. Вона є одною з трьох хіп-хоп-співачок, якій удалося досягти першого місця в німецьких сингл-чартах.

## Біографія
Наміка народилася й росла в місті Франкфурті-на-Майні. Її батьки походили з марокканського прибережного міста Надор.
21 липня 2015 року представила свій дебютний альбом Nador. Альбом досяг 13-ї сходинки німецьких альбомних чартів.
Наміка була членом німецького журі на Євробаченні 2016 року й тому відповідальна за 50 відсотків німецьких балів, які ставилися в 2 півфіналі та у фіналі конкурсу.
1 червня 2018 року вийшов другий альбом співачки під назвою Que Walou.

## Дискографія

### Альбоми
- Nador (2015)
- Que Walou (2018)

### EP
- Hellwach (2015)

### Сінгли
- 2013: Flow zum Gesang (як Hän Violett)
- 2015: Nador
- 2015: Lieblingsmensch
- 2015: Wenn sie kommen (з Ali As)
- 2015: Hellwach
- 2015: Na-Mi-Ka
- 2015: Mein Film (з MoTrip)
- 2016: Zauberland
- 2016: Spotlight
- 2018: Ahmed (1960—2002)
- 2018: Que Walou
- 2018: Je ne parle pas français (Beatgees Remix)
- 2018: Ich will dich vermissen
- 2018: Zirkus

### Як запрошений артист
- 2016: Lass sie tanzen (Square Dance) (з Ali As)
- 2017: Traum (з Ufo361)